# Club de Fútbol Barcelona 1967-1968

## Rosa
| N. |                    | Ruolo | Calciatore           |
| -- | ------------------ | ----- | -------------------- |
|    | Spagna (bandiera)  | P     | Salvador Sadurní     |
|    | Spagna (bandiera)  | P     | Miguel Reina         |
|    | Spagna (bandiera)  | D     | Gallego              |
|    | Spagna (bandiera)  | D     | Antoni Torres        |
|    | Spagna (bandiera)  | D     | Eladio               |
|    | Uruguay (bandiera) | D     | Julio César Benítez  |
|    | Spagna (bandiera)  | D     | Fernando Olivella    |
|    | Spagna (bandiera)  | D     | Joaquín Borràs Canut |
|    | Spagna (bandiera)  | C     | Pedro María Zabalza  |
|    | Spagna (bandiera)  | C     | Josep Fusté          |
|    | Francia (bandiera) | C     | Lucien Muller        |

| N. |                       | Ruolo | Calciatore              |
| -- | --------------------- | ----- | ----------------------- |
|    | Spagna (bandiera)     | C     | Ángel Oliveros Jiménez  |
|    | Spagna (bandiera)     | C     | Jesús María Pereda      |
|    | Spagna (bandiera)     | C     | Juan Torrent Soler      |
|    | Spagna (bandiera)     | C     | Narcís Martí Filosia    |
|    | Portogallo (bandiera) | A     | Jorge Alberto Mendonça  |
|    | Spagna (bandiera)     | A     | Joaquim Rifé            |
|    | Spagna (bandiera)     | A     | José Antonio Zaldúa     |
|    | Spagna (bandiera)     | A     | Carles Rexach           |
|    | Spagna (bandiera)     | A     | Carlos Pellicer Vázquez |
|    | Spagna (bandiera)     | A     | Luis Vidal Planella     |
|    | Spagna (bandiera)     | A     | Lluís Pujol             |

### Staff tecnico
- Allenatore:  Salvador Artigas